# Liga Conferência da UEFA de 2024–25
A Liga Conferência da UEFA de 2024–25 (em inglês: 2024–25 UEFA Conference League) foi a quarta edição da Liga Conferência da UEFA, torneio organizado pela UEFA.
Essa é a primeira Liga Conferência da UEFA disputada no novo formato com uma fase de liga com 36 equipes. Esse novo formato não permite a transferência de equipes da Liga Europa para a fase final da Liga Conferência, o que impede o Olympiacos, vencedor da edição de 2023–24, de defender o seu título. Para esta edição, o torneio, anteriormente chamado de Liga Conferência Europa da UEFA, foi renomeado para Liga Conferência da UEFA.
A final foi disputada no Estádio Municipal de Breslávia (Stadion Wrocław), em Breslávia, na Polônia. O vencedor se classificou automaticamente para a fase de grupos da Liga Europa da UEFA de 2025–26, a menos que tenha se classificado para a fase de grupos da Liga dos Campeões da UEFA de 2025–26 através da sua liga nacional.

## Distribuição de vagas e qualificação
Se espera que um total de 164 equipes de 54 das 55 Federações filiadas na UEFA (excluindo a Rússia) participem da edição 2024–25 da Liga Conferência da UEFA. O ranking das federações é baseado no coeficiente do país e é usado para determinar o número de participantes de cada federação:
- Federações 1–12 qualificam uma equipe cada.
- Federações 13–33 (exceto a Rússia) e 51–55 qualificam duas equipes de cada.
- Federações 34–50 (exceto Liechtenstein) qualificam três equipes de cada.
- Liechtenstein tem uma equipe qualificada (Liechtenstein organiza apenas uma taça nacional e nenhuma liga nacional).
- Além disso, 14 equipes eliminadas da Liga dos Campeões da UEFA de 2024–25 e 41 equipes eliminadas da Liga Europa da UEFA de 2024–25 são transferidas para a Liga Conferência Europa.

### Ranking das associações
Para a edição de 2024–25, as federações foram colocadas segundo o coeficiente de cada país, o qual é determinado pela performance nas competições europeias entre as temporadas de 2018–19 a 2022–23.
Além da colocação baseada nos coeficientes de cada país, as federações podem ter equipes adicionais vindas de outras competições europeias, conforme indicado abaixo:
- (UCL) – Equipes adicionais transferidas da Liga dos Campeões da UEFA
- (UEL) – Equipes adicionais transferidas da Liga Europa da UEFA

| Pos. | Federações      | Coef.   | Equipes | Notas |
| ---- | --------------- | ------- | ------- | ----- |
| 1    | Inglaterra      | 109.570 | 1       |       |
| 2    | Espanha         | 92.998  | 1       |       |
| 3    | Alemanha        | 82.481  | 1       |       |
| 4    | Itália          | 81.926  | 1       |       |
| 5    | França          | 61.164  | 1       |       |
| 6    | Países Baixos   | 59.900  | 1       |       |
| 7    | Portugal        | 56.216  | 1       |       |
| 8    | Bélgica         | 42.200  | 1       |       |
| 9    | Escócia         | 36.400  | 1       |       |
| 10   | Áustria         | 34.000  | 1       |       |
| 11   | Sérvia          | 32.375  | 1       |       |
| 12   | Turquia         | 32.100  | 1       |       |
| 13   | Suíça           | 31.675  | 2       |       |
| 14   | Ucrânia         | 29.500  | 2       |       |
| 15   | República Checa | 29.050  | 2       |       |
| 16   | Noruega         | 29.000  | 2       |       |
| 17   | Dinamarca       | 27.825  | 2       |       |
| 18   | Rússia          | 26.215  | 0       | [RUS] |
| 19   | Croácia         | 25.400  | 2       |       |

| Pos. | Federações    | Coef.  | Equipes | Notas             |
| ---- | ------------- | ------ | ------- | ----------------- |
| 20   | Grécia        | 25.225 | 2       | -1 (UEL)          |
| 21   | Israel        | 25.000 | 2       |                   |
| 22   | Chipre        | 24.475 | 2       | +1 (UEL)          |
| 23   | Suécia        | 23.750 | 2       |                   |
| 24   | Polônia       | 20.750 | 2       |                   |
| 25   | Hungria       | 20.625 | 2       | +1 (UEL)          |
| 26   | Romênia       | 20.500 | 2       |                   |
| 27   | Bulgária      | 20.000 | 2       |                   |
| 28   | Eslováquia    | 19.750 | 2       |                   |
| 29   | Azerbaijão    | 16.625 | 2       | +1 (UEL)          |
| 30   | Cazaquistão   | 12.625 | 2       | +1 (UCL) +1 (UEL) |
| 31   | Eslovênia     | 12.500 | 2       | +1 (UEL)          |
| 32   | Moldávia      | 12.250 | 2       |                   |
| 33   | Kosovo        | 11.041 | 2       | +1 (UCL) +1 (UEL) |
| 34   | Liechtenstein | 11.000 | 1       | [LIE]             |
| 35   | Letônia       | 10.625 | 3       |                   |
| 36   | Irlanda       | 10.375 | 3       |                   |
| 37   | Finlândia     | 10.250 | 3       | +1 (UCL)          |
| 38   | Lituânia      | 10.000 | 3       |                   |

| Pos. | Federações           | Coef. | Equipes | Notas    |
| ---- | -------------------- | ----- | ------- | -------- |
| 39   | Armênia              | 9.875 | 3       | +1 (UCL) |
| 40   | Bielorrússia         | 9.875 | 3       |          |
| 41   | Bósnia e Herzegovina | 9.750 | 3       |          |
| 42   | Luxemburgo           | 9.000 | 3       | +1 (UCL) |
| 43   | Ilhas Faroe          | 8.750 | 3       |          |
| 44   | Irlanda do Norte     | 8.583 | 3       | +1 (UCL) |
| 45   | Malta                | 8.250 | 3       | +1 (UCL) |
| 46   | Geórgia              | 8.000 | 3       | +1 (UCL) |
| 47   | Estônia              | 7.582 | 3       | +1 (UCL) |
| 48   | Islândia             | 7.250 | 3       | +1 (UCL) |
| 49   | Albânia              | 6.250 | 3       | +1 (UCL) |
| 50   | País de Gales        | 6.166 | 3       |          |
| 51   | Gibraltar            | 5.791 | 2       |          |
| 42   | Macedônia do Norte   | 5.500 | 2       | +1 (UCL) |
| 53   | Andorra              | 5.165 | 2       |          |
| 54   | Montenegro           | 4.750 | 2       | +1 (UCL) |
| 55   | San Marino           | 1.999 | 2       | +1 (UCL) |

Notas
- Liechtenstein (LIE): ^  As sete equipes afiliadas à Associação de Futebol de Liechtenstein (LFV) jogam no sistema de ligas de futebol suíço. A única competição organizada pela LFV é a Taça do Liechtenstein de futebol, cujo vencedor se qualifica para a Liga Conferência Europa.
- Rússia (RUS): ^  No dia 28 de fevereiro de 2022, os clubes e a seleção nacional da Rússia foram suspensos das competições da FIFA e UEFA devido à invasão da Ucrânia pela Rússia em 2022.

#### Distribuição de vagas por fase
A seguir está a lista de acesso.
As informações abaixo refletem a suspensão da Rússia para a temporada europeia de 2024-25, tendo sido necessárias as seguintes alterações na lista de acesso:
- Os vencedores da taça da associações 39 a 44 (Armênia, Bielorrússia, Bósnia e Herzegovina, Luxemburgo, Ilhas Faroe e Irlanda do Norte) entram na segunda pré-eliminatória da Liga Conferência da Europa em vez da primeira pré-eliminatória.
- Como resultado das mudanças correspondentes na lista de acesso à Liga dos Campeões, haverá um perdedor a menos da primeira pré-eliminatória da Liga dos Campeões transferido para a segunda pré-eliminatória da Liga da Conferência (Caminho dos Campeões), então um time transferido receberá uma vaga direta para a terceira pré-eliminatória (Caminho dos Campeões).

Como o detentor do título da Liga dos Campeões (Real Madrid) se classificou para a fase de grupos da Liga dos Campeões através de sua liga nacional, as seguintes alterações na lista de acesso foram feitas:
- Como resultado das mudanças correspondentes na lista de acesso à Liga dos Campeões, haverá um perdedor a menos da primeira pré-eliminatória da Liga dos Campeões (dois no total) transferido para a segunda pré-eliminatória da Liga da Conferência (Caminho dos Campeões), então um time (dois no total) transferido receberá uma vaga direta para a terceira pré-eliminatória (Caminho dos Campeões).

Como o detentor do título da Liga Conferência Europa (Olympiacos) se classificou para a Liga Europa, a vaga originalmente conquistada por eles através de sua liga nacional (segunda pré-eliminatória da Liga Conferência da Europa) ficou desocupada, sendo realizadas as seguintes alterações na lista de acesso:
- Os vencedores da taça da associações 45 (Malta) e 46 (Geórgia) entrarão na segunda pré-eliminatória da Liga Conferência da Europa em vez da primeira pré-eliminatória.

|                                        |                                        | Equipas que entram nesta fase | Equipas provenientes da fase anterior                                                                                   | Equipas provenientes da Liga dos Campeões ou Liga Europa                          |
| -------------------------------------- | -------------------------------------- | --- | --- | --------------------------------------------------------------------------------- |
| Primeira pré-eliminatória (50 equipas) | Primeira pré-eliminatória (50 equipas) | - 9 vencedores da taça nacional das federações 47–55 - 21 vice-campeões das federações 34–35 (exceto Liechtenstein)[LIE] - 20 equipas que terminaram em 3º lugar do campeonato nacional das federações 30–50 (exceto Liechtenstein)[LIE] | |                                                                                   |
| Segunda pré-eliminatória (98 equipas)  | Caminho dos Campeões (12 equipes)      | | | - 12 perdedores da primeira pré-eliminatória da Liga dos Campeões                 |
| Segunda pré-eliminatória (98 equipas)  | Caminho da liga (86 equipas)           | - 13 vencedores da copa nacional das associações 34–46 - 17 vice-campeões da liga nacional das associações 16–33 (exceto a Rússia)[RUS] - 15 equipes que terminaram em 3º lugar a liga nacional das associações 13–29 (exceto a Rússia)[RUS] - 9 equipes que terminaram em 4º lugar a liga nacional das associações 7–15 - 1 equipe que terminou em 5º lugar a liga nacional da associação 6 | - 25 vencedores da primeira pré-eliminatória                                                                            | - 6 perdedores da primeira pré-eliminatória da Liga Europa                        |
| Terceira pré-eliminatória (60 equipes) | Caminho dos Campeões (8 equipes)       | | - 6 vencedores da segunda pré-eliminatória (Caminho dos Campeões)                                                       | - 2 perdedores da primeira pré-eliminatória da Liga dos Campeões[UCL Q1]          |
| Terceira pré-eliminatória (60 equipes) | Caminho da liga (52 equipes)           | | - 43 vencedores da segunda pré-eliminatória (Caminho da Liga) - 9 perdedores da segunda pré-eliminatória da Liga Europa |                                                                                   |
| Ronda Play-off (48 equipes)            | Caminho dos Campeões (10 equipes)      | | - 4 vencedores da terceira pré-eliminatória (Caminho dos Campeões)                                                      | - 6 perdedores da terceira pré-eliminatória da Liga Europa (Caminho dos Campeões) |
| Ronda Play-off (48 equipes)            | Caminho da liga (38 equipes)           | - 5 equipes que terminaram em 6º lugar na liga nacional das associações 1–5 (vencedor da EFL Cup para a Inglaterra) | - 26 vencedores da terceira pré-eliminatória (Caminho da Liga)                                                          | - 7 perdedores da terceira pré-eliminatória da Liga Europa (Caminho da Liga)      |
| Fase da Liga (36 Equipes)              | Fase da Liga (36 Equipes)              | | - 5 vencedores da ronda de play-off (Caminho dos Campeões) - 19 vencedores da ronda de play-off (Caminho da Liga)       | - 12 perdedores da ronda de play-off da Liga Europa                               |

## Equipes classificadas
Os rótulos entre parênteses mostram como cada equipe se classificou para o lugar de sua rodada inicial:
- CW: vencedores da taça ou copa
- 2º, 3º, 4º, 5º, 6º, etc.: posição da liga
- Abd-: Posição da equipe na liga foi abandonada por determinação da associação nacional; todas as equipes estão sujeitas à aprovação da UEFA.
- LC: vencedores da Taça da Liga
- RW: vencedores da temporada regular
- PW: vencedores dos "play-offs" das competições europeias de final de época
- UCL: Transferido da Liga dos Campeões
  - Q1: Perdedores da primeira pré-eliminatória
- UEL: Transferido da Liga Europa
  - PO: Perdedores da rodada do play-off
  - CH/MP Q3: Perdedores da terceira pré-eliminatória (Caminho dos Campeões/Caminho da Liga)
  - MP Q2: Perdedores da segunda pré-eliminatória (Caminho da Liga)
  - MP Q3: Perdedores da primeira pré-eliminatória (Caminho da Liga)

A segunda pré-eliminatória, terceira pré-eliminatória e a rodada de play-off foram divididas em Caminho dos Campeões e Caminho da Liga.
| Fase da Liga                 | Fase da Liga                   | Fase da Liga                  | Fase da Liga                    |
| ---------------------------- | ------------------------------ | ----------------------------- | ------------------------------- |
| Heart of Midlothian (UEL PO) | LASK (UEL PO)                  | Rapid Viena (UEL PO)          | TSC (UEL PO)                    |
| Lugano (UEL PO)              | Molde (UEL PO)                 | APOEL (UEL PO)                | Jagiellonia Bialystok (UEL PO)  |
| Petrocub Hîncești (UEL PO)   | Shamrock Rovers (UEL PO)       | Dinamo Minsk (UEL PO)         | Borac Banja Luka (UEL PO)       |
| Play-off                     |                                |                               |                                 |
| Caminho dos Campeões         | Caminho dos Campeões           | Caminho da Liga               | Caminho da Liga                 |
| Celje (UEL CH Q3)            | Panevėžys (UEL CH Q3)          | Chelsea (6º)                  | Betis (7º)                      |
| KÍ (UEL CH Q3)               | The New Saints (UEL CH Q3)     | Fiorentina (8º)               | Heidenheim (8º)                 |
| Lincoln Red Imps (UEL CH Q3) | UE Santa Coloma (UEL CH Q3)    | Lens (7º)                     | Cercle Brugge (UEL MP Q3)       |
|                              |                                | Partizan Belgrado (UEL MP Q3) | Trabzonspor (UEL MP Q3)         |
| Servette (UEL MP Q3)         | Kryvbas Kryvyi Rih (UEL MP Q3) |                               |                                 |
| Rijeka (UEL MP Q3)           | Panathinaikos (UEL MP Q3)      |                               |                                 |
| Terceira pré-eliminatória    |                                |                               |                                 |
| Caminho dos Campeões         | Caminho dos Campeões           | Caminho da Liga               | Caminho da Liga                 |
| HJK (UCL Q1)[UCL Q1]         | Larne (UCL Q1)[UCL Q1]         | Kilmarnock (UEL MP Q2)        | Vojvodina (UEL MP Q2)           |
|                              |                                | Silkeborg (UEL MP Q2)         | Maccabi Petah Tikva (UEL MP Q2) |
| Wisła Kraków (UEL MP Q2)     | Corvinul Hunedoara (UEL MP Q2) |                               |                                 |
| Botev Plovdiv (UEL MP Q2)    | Ružomberok (UEL MP Q2)         |                               |                                 |
| Sheriff Tiraspol (UEL MP Q2) |                                |                               |                                 |
| Segunda pré-eliminatória     |                                |                               |                                 |
| Caminho dos Campeões         | Caminho dos Campeões           | Caminho da Liga               | Caminho da Liga                 |
| Ordabasy (UCL Q1)            | Ballkani (UCL Q1)              | Pafos (UEL MP Q1)             | Paksi (UEL MP Q1)               |
| Pyunik (UCL Q1)              | Déifferdeng 03 (UCL Q1)        | Zirə (UEL MP Q1)              | Tobol (UEL MP Q1)               |
| Ħamrun Spartans (UCL Q1)     | Dinamo Batumi (UCL Q1)         | Maribor (UEL MP Q1)           | Llapi (UEL MP Q1)               |
| Flora (UCL Q1)               | Víkingur (UCL Q1)              | Go Ahead Eagles (PW)          | Vitória de Guimarães (5º)       |
| Egnatia (UCL Q1)             | Struga (UCL Q1)                | Gent (PW)                     | St Mirren (5º)                  |
| Dečić (UCL Q1)               | Virtus (UCL Q1)                | Austria Viena (PW)            | Radnički 1923 (5º)              |
|                              |                                | İstanbul Başakşehir (4º)      | Zürich (4º)                     |
| St. Gallen (5º)              | Dnipro-1 (4º)                  |                               |                                 |
| Polissya Zhytomyr (5º)       | Baník Ostrava (4º)             |                               |                                 |
| Mladá Boleslav (PW)          | Brann (2º)                     |                               |                                 |
| Tromsø (3º)                  | Brøndby (2º)                   |                               |                                 |
| Copenhague (PW)              | Hajduk Split (3º)              |                               |                                 |
| Osijek (4º)                  | AEK (2º)[GRE]                  |                               |                                 |
| Maccabi Haifa (2º)           | Hapoel Be'er Sheva (3º)        |                               |                                 |
| AEK Larnaca (2º)             | Omonia (3º)                    |                               |                                 |
| BK Häcken (3º)               | Djurgårdens IF (4º)            |                               |                                 |
| Śląsk Wrocław (2º)           | Legia Warszawa (3º)            |                               |                                 |
| Puskás Akadémia (3º)         | Fehérvár (4º)                  |                               |                                 |
| Cluj (2º)                    | Universitatea Craiova (PW)     |                               |                                 |
| Cherno More (2º)             | CSKA 1948 (PW)                 |                               |                                 |
| DAC Dunajská Streda (2º)     | Spartak Trnava (3º)            |                               |                                 |
| Sabah (3º)                   | Sumqayıt (4º)                  |                               |                                 |
| Astana (2º)                  | Olimpija Ljubljana (3º)        |                               |                                 |
| Zimbru Chișinău (3º)         | Drita (3º)                     |                               |                                 |
| Vaduz (CW)[LIE]              | Riga (CW)                      |                               |                                 |
| St. Patrick’s Athletic (CW)  | Ilves (CW)                     |                               |                                 |
| TransINVEST (CW)[LIT]        | Ararat-Armenia (CW)            |                               |                                 |
| Neman Grodno (CW)            | Zrinjski Mostar (CW)           |                               |                                 |
| Progrès Niedercorn (CW)      | HB Tórshavn (CW)               |                               |                                 |
| Cliftonville (CW)            | Sliema Wanderers (CW)          |                               |                                 |
| Iberia 1999 (CW)[GEO]        |                                |                               |                                 |
| Primeira pré-eliminatória    |                                |                               |                                 |
| Aktobe (3º)                  | NK Bravo (4º)                  | Milsami Orhei (4º)            | Malisheva (4º)                  |
| Auda (3º)                    | Liepāja (5º)[LTE]              | Derry City (2º)               | Shelbourne (4º)                 |
| KuPS (2º)                    | VPS (PW)                       | Kauno Žalgiris (2º)           | Šiauliai (3º)                   |
| Noah (2º)                    | Urartu (4º)                    | Torpedo-BelAZ Zhodino (3º)    | Isloch Minsk Raion (4º)         |
| Velež Mostar (3º)            | Sarajevo (4º)                  | F91 Dudelange (3º)            | UNA Strassen (6º)[LUX]          |
| Víkingur (2º)                | B36 Tórshavn (4º)              | Linfield (2º)                 | Crusaders (PW)                  |
| Floriana (2º)                | Marsaxlokk (4º)                | Dinamo Tbilisi (2º)           | Torpedo Kutaisi (3º)            |
| Levadia (2º)                 | Tallinna Kalev (3º)            | Paide Linnameeskond (4º)      | Valur (2º)                      |
| Stjarnan (3º)                | Breidablik (4º)                | Partizani Tirana (2º)         | Vllaznia (4º)                   |
| Tirana (5º)[ALB]             | Connah's Quay Nomads (CW)      | Bala Town (3º)                | Caernarfon Town (PW)            |
| St Joseph's (2º)             | Bruno's Magpies (3º)           | Tikveš (CW)                   | Shkëndija (2º)                  |
| Inter Club d'Escaldes (2º)   | Atlètic d'Escaldes (3º)        | Budućnost Podgorica (CW)      | Mornar Bar (2º)                 |
| La Fiorita (CW)              | Tre Penne (PW)                 |                               |                                 |

Notas
- Liga dos Campeões (UCL Q1): ^  Dois dos perdedores da primeira pré-eliminatória da Liga dos Campeões serão sorteados para receber byes para a terceira pré-eliminatória (Caminho dos Campeões), já que dois perdedores foram transferidos para a segunda pré-eliminatória (Caminho dos Campeões) devido às vagas na fase de classificação da Liga dos Campeões desocupadas após a qualificação dos atuais campeões da UCL através de sua posição na liga e a suspensão da Rússia da temporada europeia de 2024–25.
- Albânia (ALB): ^  O Skënderbeu, que terminou na 3º colocação no Campeonato Albanês de 2023–24, está atualmente banido de disputar competições da UEFA. Assim, a terceira vaga para a Liga Conferência via Campeonato Albanês foi dada ao Tirana, que terminou o campeonato na 5ª colocação.
- Geórgia (GEO): ^  O FC Saburtalo Tbilisi, vencedor da Copa da Geórgia, mudou de nome para FC Iberia 1999 no dia 27 de fevereiro de 2024.
- Grécia (GRE): ^  O Olympiacos se classificou para a fase da liga da Liga Europa da UEFA de 2024–25 por ter vencido a Liga Conferência Europa da UEFA de 2023–24, o que fez com que a vaga de 3º lugar do Campeonato Grego ficasse desocupada.
- Letônia (LET): ^  O Valmiera, que terminou o Campeonato Letão na 4º posição, teve sua licença UEFA negada. Assim, essa vaga foi passada para o Liepāja, que terminou na 5º posiçãoM
- Liechtenstein (LIE): ^  As sete equipes afiliadas à Associação de Futebol de Liechtenstein (LFV) jogam no sistema de ligas de futebol suíço. A única competição organizada pela LFV é a Taça do Liechtenstein de futebol, cujo vencedor se qualifica para a Liga Conferência Europa.
- Lituânia (LIT): ^  O FK TransINVEST, campeão da Copa da Lituânia, obteve uma exceção a regra dos 3 anos.[6]
- Luxemburgo (LUX): ^  O Swift Hesperange, que terminou o Campeonato Luxemburguês na 2º posição, teve sua licença UEFA negada. Assim, essa vaga foi passada para a equipe com melhor colocação no campeonato com licença da UEFA pela FLF, que foi o UNA Strassen.
- Rússia (RUS): ^  No dia 28 de fevereiro de 2022, os clubes e a seleção nacional da Rússia foram suspensos das competições da FIFA e UEFA devido à invasão da Ucrânia pela Rússia em 2022.

## Calendário
O calendário da competição é o seguinte. As partidas estão marcadas para as quintas-feiras, com um dia exclusivo para a Conference em 19 de dezembro, com exceção da final, que acontece na quarta-feira, mas excepcionalmente pode acontecer às terças ou quartas-feiras devido a conflitos de agenda.
| Fase              | Rodada                         | Data do sorteio         | Partida de ida                                                     | Partida de volta                                                   |
| ----------------- | ------------------------------ | ----------------------- | ------------------------------------------------------------------ | ------------------------------------------------------------------ |
| Qualificação      | Primeira pré-eliminatória      | 18 de junho de 2024     | 11 de julho de 2024                                                | 18 de julho de 2024                                                |
| Qualificação      | Segunda pré-eliminatória       | 19 de junho de 2024     | 25 de julho de 2024                                                | 1 de agosto de 2024                                                |
| Qualificação      | Terceira pré-eliminatória      | 22 de julho de 2024     | 8 de agosto de 2024                                                | 15 de agosto de 2024                                               |
| Play-offs         | Rodada de Play-off             | 5 se agosto de 2024     | 22 Agosto 2024                                                     | 29 Agosto 2024                                                     |
| Fase de liga      | Jogo 1                         | 30 de agosto de 2024    | 3 de outubro de 2024                                               | 3 de outubro de 2024                                               |
| Fase de liga      | Jogo 2                         | 30 de agosto de 2024    | 24 de outubro de 2024                                              | 24 de outubro de 2024                                              |
| Fase de liga      | Jogo 3                         | 30 de agosto de 2024    | 7 de novembro de 2024                                              | 7 de novembro de 2024                                              |
| Fase de liga      | Jogo 4                         | 30 de agosto de 2024    | 28 de novembro de 2024                                             | 28 de novembro de 2024                                             |
| Fase de liga      | Jogo 5                         | 30 de agosto de 2024    | 12 de dezembro de 2024                                             | 12 de dezembro de 2024                                             |
| Fase de liga      | Jogo 6                         | 30 de agosto de 2024    | 19 de dezembro de 2024                                             | 19 de dezembro de 2024                                             |
| Fase eliminatória | Play-offs da fase eliminatória | 20 de dezembro de 2024  | 13 de fevereiro de 2025                                            | 20 de fevereiro de 2025                                            |
| Fase eliminatória | Oitavas de final               | 21 de fevereiro de 2025 | 6 de março de 2025                                                 | 13 de março de 2025                                                |
| Fase eliminatória | Quartas de final               | 21 de fevereiro de 2025 | 10 de abril de 2025                                                | 17 de abril de 2025                                                |
| Fase eliminatória | Semifinais                     | 21 de fevereiro de 2025 | 1 de maio de 2025                                                  | 8 de maio de 2025                                                  |
| Fase eliminatória | Final                          | 21 de fevereiro de 2025 | 28 de maio de 2025 no Estádio Municipal de Breslávia, em Breslávia | 28 de maio de 2025 no Estádio Municipal de Breslávia, em Breslávia |

## Rodadas de qualificação

### Primeira pré-eliminatória
O sorteio da primeira pré-eliminatória foi realizado em 18 de junho de 2024.
As partidas de ida foram disputadas de 10 a 11 de julho e as de volta de 17 a 18 de julho de 2024.
Os vencedores dos confrontos avançaram para a segunda pré-eliminatória do Caminho dos Campeões. Os perdedores foram eliminados das competições europeias na temporada.
| Equipe 1              | Total          | Equipe 2              | 1.º jogo | 2.º jogo  |
| --------------------- | -------------- | --------------------- | -------- | --------- |
| Velež Mostar          | 2–6            | Inter Club d'Escaldes | 1–1      | 1–5       |
| Floriana              | 4–2            | Tre Penne             | 3–1      | 1–1       |
| Torpedo-BelAZ Zhodino | 2–4            | Milsami Orhei         | 2–4      | 0–0       |
| Šiauliai              | 0–2            | Levadia               | 0–2      | 0–0       |
| Bala Town             | 2–3            | Paide Linnameeskond   | 1–2      | 1–1 (pro) |
| La Fiorita            | 1–1 (4–2 p)[A] | Isloch Minsk Raion    | 0–1      | 1–0 (pro) |
| Caernarfon Town       | 3–3 (8–7 p)    | Crusaders             | 2–0      | 1–3 (pro) |
| Tallinna Kalev        | 1–4            | Urartu                | 1–2      | 0–2       |
| Valur                 | 6–2            | Vllaznia              | 2–2      | 4–0       |
| Bruno's Magpies       | 3–2            | Derry City            | 2–0      | 1–2 (pro) |
| Malisheva             | 1–3            | Budućnost Podgorica   | 1–0      | 0–3       |
| Atlètic d'Escaldes    | 0–3            | F91 Dudelange         | 0–1      | 0–2       |
| Partizani Tirana      | 3–2[A]         | Marsaxlokk            | 1–1      | 2–1       |
| Auda                  | 3–0            | B36 Tórshavn          | 2–0      | 1–0       |
| Stjarnan              | 4–3            | Linfield              | 2–0      | 2–3       |
| Torpedo Kutaisi       | 2–1            | Tirana                | 1–0      | 1–1       |
| Shelbourne            | 3–2            | St Joseph's           | 2–1      | 1–1       |
| Aktobe                | 3–3 (3–4 p)    | Sarajevo              | 0–1      | 3–2 (pro) |
| NK Bravo              | 2–1            | Connah's Quay Nomads  | 0–1      | 2–0 (pro) |
| Liepāja               | 1–3[A]         | Víkingur              | 1–1      | 0–2       |
| Noah                  | 4–1            | Shkëndija             | 2–0      | 2–1       |
| Tikveš                | 4–5            | Breidablik            | 3–2      | 1–3       |
| Mornar Bar            | 3–2            | Dinamo Tbilisi        | 2–1      | 1–1       |
| UNA Strassen          | 0–5            | KuPS                  | 0–0      | 0–5       |
| VPS                   | 1–3            | Žalgiris              | 1–2      | 0–1       |

 A: ^  Ordem das partidas invertida após o sorteio original.

### Segunda pré-eliminatória
O sorteio da primeira pré-eliminatória foi realizado em 19 de junho de 2024.
As partidas de ida foram disputadas de 23 a 25 de julho e as de volta de 30 de julho a 1 de agosto de 2024.
Os vencedores dos confrontos avançaram para a terceira pré-eliminatória do seu respectivo caminho (Caminho dos Campeões/Caminho da Liga). Os perdedores estarão eliminados das competições europeias na temporada.
| Equipe 1       | Total       | Equipe 2        | 1.º jogo | 2.º jogo  |
| -------------- | ----------- | --------------- | -------- | --------- |
| HJK            | Bye         | N/A             | —        | —         |
| Larne          | Bye         | N/A             | —        | —         |
| Déifferdeng 03 | 4–4 (3–4 p) | Ordabasy        | 1–0      | 3–4 (pro) |
| Víkingur       | 2–1         | Egnatia         | 0–1      | 2–0       |
| Virtus         | 2–5         | Flora           | 0–0      | 2–5 (pro) |
| Struga         | 3–4         | Pyunik          | 2–1      | 1–3       |
| Dinamo Batumi  | 0–2         | Dečić           | 0–2      | 0–0       |
| Ballkani       | 2–0         | Ħamrun Spartans | 0–0      | 2–0       |

| Equipe 1               | Total       | Equipe 2              | 1.º jogo | 2.º jogo  |
| ---------------------- | ----------- | --------------------- | -------- | --------- |
| Go Ahead Eagles        | 1–2         | Brann                 | 0–0      | 1–2       |
| Omonia                 | 5–2         | Torpedo Kutaisi       | 3–1      | 2–1       |
| Breidablik             | 1–3         | Drita                 | 1–2      | 0–1       |
| Osijek                 | 6–1         | Levadia               | 5–1      | 1–0       |
| Olimpija Ljubljana     | 4–1         | Polissya Zhytomyr     | 2–0      | 2–1       |
| AEK Atenas             | 8–3         | Inter Club d'Escaldes | 4–3      | 4–0       |
| KuPS                   | 0–2         | Tromsø Idrettslag     | 0–1      | 0–1       |
| Valur                  | 1–4         | St Mirren             | 0–0      | 1–4       |
| Sumqayıt               | 1–2         | Fehérvár              | 1–2      | 0–0       |
| Ilves                  | 5–5 (5–4 p) | Austria Viena         | 2–1      | 3–4 (pro) |
| CSKA 1948              | 2–1         | Budućnost Podgorica   | 1–0      | 1–1       |
| Zirə                   | 6–1         | DAC Dunajská Streda   | 4–0      | 2–1       |
| Maribor                | 4–3         | Universitatea Craiova | 2–0      | 2–3       |
| St. Patrick’s Athletic | 5–3         | Vaduz                 | 3–1      | 2–2       |
| Bruno's Magpies        | 1–8[A]      | København             | 0–3      | 1–5       |
| İstanbul Başakşehir    | 10–1        | La Fiorita            | 6–1      | 4–0       |
| Légia Varsóvia         | 11–0        | Caernarfon Town       | 6–0      | 5–0       |
| Dnipro-1               | 0–6         | Puskás Akadémia       | 0–3[B]   | 0–3[B]    |
| Žalgiris               | 2–4         | Pafos                 | 2–1      | 0–3 (pro) |
| Djurgårdens IF         | 3–1         | Progrès Niedercorn    | 3–0      | 0–1       |
| Gent                   | 7–1         | Víkingur              | 4–1      | 3–0       |
| F91 Dudelange          | 3–12        | BK Häcken             | 2–6      | 1–6       |
| Hapoel Be'er Sheva     | 2–1         | Cherno More           | 0–0      | 2–1       |
| Hajduk Split           | 2–0         | HB Tórshavn           | 2–0      | 0–0       |
| Zrinjski Mostar        | 3–2         | NK Bravo              | 0–1      | 3–1       |
| Riga                   | 2–3         | Śląsk Wrocław         | 1–0      | 1–3       |
| Floriana               | 0–5[A]      | Vitória de Guimarães  | 0–1      | 0–4       |
| Stjarnan               | 2–5         | Paide Linnameeskond   | 2–1      | 0–4       |
| Cliftonville           | 1–3[A]      | Auda                  | 1–2      | 0–2       |
| St. Gallen             | 2–0         | Tobol                 | 1–0      | 1–0       |
| Mladá Boleslav         | 3–0         | TransINVEST           | 2–0      | 1–0       |
| Noah                   | 7–0         | Sliema Wanderers      | 7–0      | 0–0       |
| Baník Ostrava          | 7–1         | Urartu                | 5–1      | 2–0       |
| Zürich                 | 3–0         | Shelbourne            | 3–0      | 0–0       |
| Brøndby                | 8–2         | Llapi                 | 6–0      | 2–2       |
| Cluj                   | 5–0         | Neman Grodno          | 0–0      | 5–0       |
| Zimbru Chișinău        | 1–6         | Ararat-Armenia        | 0–3      | 1–3       |
| Radnički 1923          | 2–2 (3–4 p) | Mornar Bar            | 1–0      | 1–2 (pro) |
| Sarajevo               | 0–3         | Spartak Trnava        | 0–0      | 0–3       |
| Maccabi Haifa          | 6–6 (2–3 p) | Sabah                 | 0–3      | 6–3 (pro) |
| Paksi                  | 5–0         | AEK Larnaca           | 3–0      | 2–0       |
| Iberia 1999            | 2–0         | Partizani Tirana      | 2–0      | 0–0       |
| Milsami Orhei          | 1–2         | Astana                | 1–1      | 0–1       |

 A: ^  Ordem das partidas invertida após o sorteio original. 

 B: ^  Devido a falência do Dnipro-1, a partidas envolvendo a equipe tiveram o resultado atribuído de 3–0 para o adversário.

### Terceira pré-eliminatória
O sorteio da primeira pré-eliminatória foi realizado em 22 de julho de 2024.
As partidas de ida foram disputadas em 6 a 8 de agosto e as de volta no dia 15 de agosto de 2024.
Os vencedores dos confrontos avançaram para os play-offs do seu respectivo caminho (Caminho dos Campeões/Caminho da Liga). Os perdedores estarão eliminados das competições europeias na temporada.
| Equipe 1 | Total       | Equipe 2 | 1.º jogo | 2.º jogo  |
| -------- | ----------- | -------- | -------- | --------- |
| Víkingur | 3–2         | Flora    | 1–1      | 2–1       |
| Ordabasy | 0–2         | Pyunik   | 0–1      | 0–1       |
| Ballkani | 1–1 (1–4 p) | Larne    | 0–1      | 1–0 (pro) |
| HJK      | 2–2 (4–3 p) | Dečić    | 1–0      | 1–2 (pro) |

| Equipe 1               | Total         | Equipe 2             | 1.º jogo | 2.º jogo  |
| ---------------------- | ------------- | -------------------- | -------- | --------- |
| Mladá Boleslav         | 5–3           | Hapoel Be'er Sheva   | 1–1      | 4–2       |
| Kilmarnock             | 3–2           | Tromsø Idrettslag    | 2–2      | 1–0       |
| Ararat-Armenia         | 3–4           | Puskás Akadémia      | 0–1      | 3–3       |
| Zürich                 | 0–5           | Vitória de Guimarães | 0–3      | 0–2       |
| Paksi                  | 5–2           | Mornar Bar           | 3–0      | 2–2       |
| BK Häcken              | 7–2           | Paide Linnameeskond  | 6–1      | 1–1       |
| Maribor                | 2–2 (4–2 p)   | Vojvodina            | 2–1      | 0–1 (pro) |
| Spartak Trnava         | 4–4 (11–12 p) | Wisła Kraków         | 3–1      | 1–3       |
| St. Patrick’s Athletic | 2–0           | Sabah                | 1–0      | 1–0       |
| St Mirren              | 2–4           | Brann                | 1–1      | 1–3       |
| CSKA 1948              | 2–5           | Pafos                | 2–1      | 0–4       |
| Ilves                  | 2–4           | Djurgårdens IF       | 1–1      | 1–3       |
| Corvinul Hunedoara     | 2–8           | Astana               | 1–2      | 1–6       |
| Ružomberok             | 1–0           | Hajduk Split         | 0–0      | 1–0       |
| Noah                   | 3–2           | AEK Atenas           | 3–1      | 0–1       |
| Auda                   | 2–3           | Drita                | 1–0      | 1–3 (pro) |
| Iberia 1999            | 0–3           | İstanbul Başakşehir  | 0–1      | 0–2       |
| Brøndby                | 3–4           | Légia Varsóvia       | 2–3      | 1–1       |
| Maccabi Petah Tikva    | 0–2           | Cluj                 | 0–1      | 0–1       |
| Silkeborg              | 4–5           | Gent                 | 2–2      | 2–3 (pro) |
| Osijek                 | 3–3 (1–2 p)   | Zirə                 | 1–1      | 2–2 (pro) |
| St. Gallen             | 4–3           | Śląsk Wrocław        | 2–0      | 2–3       |
| Botev Plovdiv          | 2–3           | Zrinjski Mostar      | 2–1      | 0–2       |
| Omonia                 | 3–0           | Fehérvár             | 1–0      | 2–0       |
| København              | 1–1 (2–1 p)   | Baník Ostrava        | 1–0      | 0–1 (pro) |
| Olimpija Ljubljana     | 4–0           | Sheriff Tiraspol     | 3–0      | 1–0       |

## Rodada de Play-off
O sorteio da fase de play-off foi realizado em 5 de agosto de 2024.
As partidas de ida serão disputadas em 20 a 22 de agosto e as de volta em 28 e 29 de agosto de 2024.
Os vencedores das eliminatórias avançarão para a fase de liga. Os perdedores são eliminados das competições europeias desta temporada.
| Equipe 1         | Total | Equipe 2        | 1.º jogo | 2.º jogo |
| ---------------- | ----- | --------------- | -------- | -------- |
| Lincoln Red Imps | 3–4   | Larne           | 2–1      | 1–3      |
| Pyunik           | 1–5   | Celje           | 1–0      | 1–4      |
| Víkingur         | 5–0   | UE Santa Coloma | 5–0      | 0–0      |
| Panevėžys        | 0–3   | The New Saints  | 0–3      | 0–0      |
| KÍ               | 3–4   | HJK             | 2–2      | 1–2      |

| Equipe 1               | Total       | Equipe 2            | 1.º jogo | 2.º jogo  |
| ---------------------- | ----------- | ------------------- | -------- | --------- |
| Omonia                 | 6–1         | Zirə                | 6–0      | 0–1       |
| St. Gallen             | 1–1 (5–4 p) | Trabzonspor         | 0–0      | 1–1 (pro) |
| Lens                   | 2–3         | Panathinaikos       | 2–1      | 0–2       |
| BK Häcken              | 3–5         | Heidenheim          | 1–2      | 2–3       |
| København              | 3–1         | Kilmarnock          | 2–0      | 1–1       |
| Vitória de Guimarães   | 7–0         | Zrinjski Mostar     | 3–0      | 4–0       |
| Brann                  | 2–3         | Astana              | 2–0      | 0–3       |
| Légia Varsóvia         | 3–0         | Drita               | 2–0      | 1–0       |
| Rijeka                 | 1–6         | Olimpija Ljubljana  | 1–1      | 0–5       |
| Fiorentina             | 4–4 (5–4 p) | Puskás Akadémia     | 3–3      | 1–1 (pro) |
| Djurgårdens IF         | 2–0         | Maribor             | 1–0      | 1–0       |
| Wisła Kraków           | 5–7         | Cercle Brugge       | 1–6      | 4–1       |
| Mladá Boleslav         | 5–2         | Paksi               | 2–2      | 3–0       |
| St. Patrick’s Athletic | 0–2         | İstanbul Başakşehir | 0–0      | 0–2       |
| Chelsea                | 3–2         | Servette            | 2–0      | 1–2       |
| Cluj                   | 1–3         | Pafos               | 1–0      | 0–3       |
| Partizan Belgrado      | 0–2         | Gent                | 0–1      | 0–1       |
| Kryvbas Kryvyi Rih     | 0–5         | Betis               | 0–2      | 0–3       |
| Noah                   | 4–3         | Ružomberok          | 3–0      | 1–3       |

## Fase de Liga
APOEL

O sorteio da fase de liga para a Liga Conferência da UEFA de 2024–25 ocorreu no Grimaldi Forum em Mônaco em 30 de agosto de 2024, 14h30 CEST. As 36 equipas foram divididas em seis potes de seis equipas cada, com base no seu Coeficiente UEFA.
As 36 equipes foram sorteadas manualmente e, em seguida, um software automatizado sorteou digitalmente seus seis adversários diferentes de forma aleatória, determinando quais partidas foram em casa e quais foram fora. Cada equipe enfrentará um adversário de cada um dos seis potes. As equipes não podiam enfrentar adversários da sua própria federação e só podiam ser sorteadas contra no máximo duas equipes da mesma federação.
Borac Banja Luka, Celje, Cercle Brugge, Heidenheim, Jagiellonia Bialystok, Larne, Noah, Pafos, Petrocub Hîncești, The New Saints e Víkingur Reykjavík farão a sua estreia numa fase de grupos ou liga das principais competições da UEFA. Noah se tornou o primeiro clube na história da Liga Conferência a vencer com sucesso todas as quatro rodadas de qualificação, enquanto The New Saints e Larne são os primeiros times da País de Galês e Irlanda do Norte associações, respectivamente, para jogar em um grupo de competição importante da UEFA ou fase da liga.

### Potes
| Pote 1     | Coef.  |
| ---------- | ------ |
| Chelsea    | 96.000 |
| København  | 51.500 |
| Gent       | 45.000 |
| Fiorentina | 42.000 |
| LASK       | 37.000 |
| Betis      | 33.000 |

| Pote 2              | Coef.  |
| ------------------- | ------ |
| İstanbul Başakşehir | 29.000 |
| Molde               | 28.500 |
| Légia Varsóvia      | 18.000 |
| Heidenheim          | 17.324 |
| Djurgårdens IF      | 16.500 |
| APOEL               | 14.500 |

| Pote 3               | Coef.  |
| -------------------- | ------ |
| Rapid Viena          | 14.000 |
| Omonia               | 12.000 |
| HJK                  | 11.500 |
| Vitória de Guimarães | 11.263 |
| Astana               | 11.000 |
| Olimpija Ljubljana   | 10.500 |

| Pote 4              | Coef. |
| ------------------- | ----- |
| Cercle Brugge       | 9.760 |
| Shamrock Rovers     | 9.500 |
| The New Saints      | 8.500 |
| Lugano              | 8.000 |
| Heart of Midlothian | 7.210 |
| Mladá Boleslav      | 7.210 |

| Pote 5                | Coef. |
| --------------------- | ----- |
| Petrocub Hîncești     | 7.000 |
| St. Gallen            | 6.595 |
| Panathinaikos         | 6.305 |
| TSC                   | 5.555 |
| Borac Banja Luka      | 5.500 |
| Jagiellonia Bialystok | 5.075 |

| Pote 6             | Coef. |
| ------------------ | ----- |
| Celje              | 4.500 |
| Larne              | 4.500 |
| Dinamo Minsk       | 4.500 |
| Pafos              | 4.420 |
| Víkingur Reykjavík | 4.000 |
| Noah               | 2.125 |

### Tabela
As oito melhores equipes classificadas receberão uma vaga para as oitavas de final. As equipes classificadas de 9º a 24º disputarão os play-offs da fase eliminatória, com as equipes classificadas de 9º a 16º classificadas para o sorteio. As equipes classificadas do 25º ao 36º lugar são eliminadas da competição.
| Pos | Equipe                | Pts | J | V | E | D | GP | GC | SG  | Classificado                                                                  |
| --- | --------------------- | --- | - | - | - | - | -- | -- | --- | ----------------------------------------------------------------------------- |
| 1   | Chelsea               | 18  | 6 | 6 | 0 | 0 | 26 | 5  | +21 | Avançam para as oitavas de final da fase eliminatória (como cabeças de chave) |
| 2   | Vitória de Guimarães  | 14  | 6 | 4 | 2 | 0 | 13 | 6  | +7  | Avançam para as oitavas de final da fase eliminatória (como cabeças de chave) |
| 3   | Fiorentina            | 13  | 6 | 4 | 1 | 1 | 18 | 7  | +11 | Avançam para as oitavas de final da fase eliminatória (como cabeças de chave) |
| 4   | Rapid Viena           | 13  | 6 | 4 | 1 | 1 | 11 | 5  | +6  | Avançam para as oitavas de final da fase eliminatória (como cabeças de chave) |
| 5   | Djurgårdens IF        | 13  | 6 | 4 | 1 | 1 | 11 | 7  | +4  | Avançam para as oitavas de final da fase eliminatória (como cabeças de chave) |
| 6   | Lugano                | 13  | 6 | 4 | 1 | 1 | 11 | 7  | +4  | Avançam para as oitavas de final da fase eliminatória (como cabeças de chave) |
| 7   | Légia Varsóvia        | 12  | 6 | 4 | 0 | 2 | 13 | 5  | +8  | Avançam para as oitavas de final da fase eliminatória (como cabeças de chave) |
| 8   | Cercle Brugge         | 11  | 6 | 3 | 2 | 1 | 14 | 7  | +7  | Avançam para as oitavas de final da fase eliminatória (como cabeças de chave) |
| 9   | Jagiellonia Bialystok | 11  | 6 | 3 | 2 | 1 | 10 | 5  | +5  | Avançam para os play-offs da fase eliminatória (como cabeças de chave)        |
| 10  | Shamrock Rovers       | 11  | 6 | 3 | 2 | 1 | 12 | 9  | +3  | Avançam para os play-offs da fase eliminatória (como cabeças de chave)        |
| 11  | APOEL                 | 11  | 6 | 3 | 2 | 1 | 8  | 5  | +3  | Avançam para os play-offs da fase eliminatória (como cabeças de chave)        |
| 12  | Pafos                 | 10  | 6 | 3 | 1 | 2 | 11 | 7  | +4  | Avançam para os play-offs da fase eliminatória (como cabeças de chave)        |
| 13  | Panathinaikos         | 10  | 6 | 3 | 1 | 2 | 10 | 7  | +3  | Avançam para os play-offs da fase eliminatória (como cabeças de chave)        |
| 14  | Olimpija Ljubljana    | 10  | 6 | 3 | 1 | 2 | 7  | 6  | +1  | Avançam para os play-offs da fase eliminatória (como cabeças de chave)        |
| 15  | Betis                 | 10  | 6 | 3 | 1 | 2 | 6  | 5  | +1  | Avançam para os play-offs da fase eliminatória (como cabeças de chave)        |
| 16  | Heidenheim            | 10  | 6 | 3 | 1 | 2 | 7  | 7  | 0   | Avançam para os play-offs da fase eliminatória (como cabeças de chave)        |
| 17  | Gent                  | 9   | 6 | 3 | 0 | 3 | 8  | 8  | 0   | Avançam para as play-offs da fase eliminatória (como não cabeças de chave)    |
| 18  | København             | 8   | 6 | 2 | 2 | 2 | 8  | 9  | −1  | Avançam para as play-offs da fase eliminatória (como não cabeças de chave)    |
| 19  | Víkingur Reykjavík    | 8   | 6 | 2 | 2 | 2 | 7  | 8  | −1  | Avançam para as play-offs da fase eliminatória (como não cabeças de chave)    |
| 20  | Borac Banja Luka      | 8   | 6 | 2 | 2 | 2 | 4  | 7  | −3  | Avançam para as play-offs da fase eliminatória (como não cabeças de chave)    |
| 21  | Celje                 | 7   | 6 | 2 | 1 | 3 | 13 | 13 | 0   | Avançam para as play-offs da fase eliminatória (como não cabeças de chave)    |
| 22  | Omonia                | 7   | 6 | 2 | 1 | 3 | 7  | 7  | 0   | Avançam para as play-offs da fase eliminatória (como não cabeças de chave)    |
| 23  | Molde                 | 7   | 6 | 2 | 1 | 3 | 10 | 11 | −1  | Avançam para as play-offs da fase eliminatória (como não cabeças de chave)    |
| 24  | TSC                   | 7   | 6 | 2 | 1 | 3 | 10 | 13 | −3  | Avançam para as play-offs da fase eliminatória (como não cabeças de chave)    |
| 25  | Heart of Midlothian   | 7   | 6 | 2 | 1 | 3 | 6  | 9  | −3  | Eliminados                                                                    |
| 26  | İstanbul Başakşehir   | 6   | 6 | 1 | 3 | 2 | 9  | 12 | −3  | Eliminados                                                                    |
| 27  | Mladá Boleslav        | 6   | 6 | 2 | 0 | 4 | 7  | 10 | −3  | Eliminados                                                                    |
| 28  | Astana                | 5   | 6 | 1 | 2 | 3 | 4  | 8  | −4  | Eliminados                                                                    |
| 29  | St. Gallen            | 5   | 6 | 1 | 2 | 3 | 10 | 18 | −8  | Eliminados                                                                    |
| 30  | HJK                   | 4   | 6 | 1 | 1 | 4 | 3  | 9  | −6  | Eliminados                                                                    |
| 31  | Noah                  | 4   | 6 | 1 | 1 | 4 | 6  | 16 | −10 | Eliminados                                                                    |
| 32  | The New Saints        | 3   | 6 | 1 | 0 | 5 | 5  | 10 | −5  | Eliminados                                                                    |
| 33  | Dinamo Minsk          | 3   | 6 | 1 | 0 | 5 | 4  | 13 | −9  | Eliminados                                                                    |
| 34  | Larne                 | 3   | 6 | 1 | 0 | 5 | 3  | 12 | −9  | Eliminados                                                                    |
| 35  | LASK                  | 3   | 6 | 0 | 3 | 3 | 4  | 14 | −10 | Eliminados                                                                    |
| 36  | Petrocub Hîncești     | 2   | 6 | 0 | 2 | 4 | 4  | 13 | −9  | Eliminados                                                                    |

## Fase final

### Equipes classificadas
| Posição | Oitavas de Final     | Posição | Play-offs (Cabeças de chave) | Posição | Play-offs (Não cabeças de chave) |
| ------- | -------------------- | ------- | ---------------------------- | ------- | -------------------------------- |
| 1       | Chelsea              | 9       | Jagiellonia Bialystok        | 17      | Gent                             |
| 2       | Vitória de Guimarães | 10      | Shamrock Rovers              | 18      | København                        |
| 3       | Fiorentina           | 11      | APOEL                        | 19      | Víkingur Reykjavík               |
| 4       | Rapid Viena          | 12      | Pafos                        | 20      | Borac Banja Luka                 |
| 5       | Djurgårdens IF       | 13      | Panathinaikos                | 21      | Celje                            |
| 6       | Lugano               | 14      | Olimpija Ljubljana           | 22      | Omonia                           |
| 7       | Légia Varsóvia       | 15      | Betis                        | 23      | Molde                            |
| 8       | Cercle Brugge        | 16      | Heidenheim                   | 24      | TSC                              |

### Esquema
|  | Oitavas de final      | Oitavas de final      | Oitavas de final | Oitavas de final |   |                | Quartas de final | Quartas de final | Quartas de final | Quartas de final |  |                | Semifinais | Semifinais | Semifinais | Semifinais |       |   | Final      | Final |
|  |                       |                       |                  |                  |   |                |                  |                  |                  |                  |  |                |            |            |            |            |       |   | 28 de maio |       |
|  |                       |                       |                  |                  |   |                |                  |                  |                  |                  |  |                |            |            |            |            |       |   |            |       |
|  | Betis                 | 2                     | 4                | 6                |   |                |                  |                  |                  |                  |  |                |            |            |            |            |       |   |            |       |
|  | Vitória de Guimarães  | 2                     | 0                | 2                |   |                |                  |                  |                  |                  |  |                |            |            |            |            |       |   |            |       |
|  | Vitória de Guimarães  | 2                     | 0                | 2                |   | Betis          | 2                | 1                | 3                |                  |  |                |            |            |            |            |       |   |            |       |
|  |                       |                       |                  |                  |   | Betis          | 2                | 1                | 3                |                  |  |                |            |            |            |            |       |   |            |       |
|  |                       | Jagiellonia Bialystok | 0                | 1                | 1 |                |                  |                  |                  |                  |  |                |            |            |            |            |       |   |            |       |
|  | Jagiellonia Bialystok | Jagiellonia Bialystok | 0                | 1                | 1 | 3              | 0                | 3                |                  |                  |  |                |            |            |            |            |       |   |            |       |
|  | Jagiellonia Bialystok |                       |                  |                  |   | 3              | 0                | 3                |                  |                  |  |                |            |            |            |            |       |   |            |       |
|  | Cercle Brugge         | 0                     | 2                | 2                |   |                |                  |                  |                  |                  |  |                |            |            |            |            |       |   |            |       |
|  | Cercle Brugge         | 0                     | 2                | 2                |   |                |                  |                  |                  |                  |  | Betis          | 2          | 2          | 4          |            |       |   |            |       |
|  |                       |                       |                  |                  |   |                |                  |                  |                  |                  |  | Betis          | 2          | 2          | 4          |            |       |   |            |       |
|  |                       | Fiorentina            | 1                | 2                | 3 |                |                  |                  |                  |                  |  |                |            |            |            |            |       |   |            |       |
|  | Celje (pen)           | Fiorentina            | 1                | 2                | 3 | 1              | 4                | 5 (3)            |                  |                  |  |                |            |            |            |            |       |   |            |       |
|  | Celje (pen)           |                       |                  |                  |   | 1              | 4                | 5 (3)            |                  |                  |  |                |            |            |            |            |       |   |            |       |
|  | Lugano                | 0                     | 5                | 5 (1)            |   |                |                  |                  |                  |                  |  |                |            |            |            |            |       |   |            |       |
|  | Lugano                | 0                     | 5                | 5 (1)            |   | Celje          | 1                | 2                | 3                |                  |  |                |            |            |            |            |       |   |            |       |
|  |                       |                       |                  |                  |   | Celje          | 1                | 2                | 3                |                  |  |                |            |            |            |            |       |   |            |       |
|  |                       | Fiorentina            | 2                | 2                | 4 |                |                  |                  |                  |                  |  |                |            |            |            |            |       |   |            |       |
|  | Panathinaikos         | Fiorentina            | 2                | 2                | 4 | 3              | 1                | 4                |                  |                  |  |                |            |            |            |            |       |   |            |       |
|  | Panathinaikos         |                       |                  |                  |   | 3              | 1                | 4                |                  |                  |  |                |            |            |            |            |       |   |            |       |
|  | Fiorentina            | 2                     | 3                | 5                |   |                |                  |                  |                  |                  |  |                |            |            |            |            |       |   |            |       |
|  | Fiorentina            | 2                     | 3                | 5                |   |                |                  |                  |                  |                  |  |                |            |            |            |            | Betis | 1 |            |       |
|  |                       |                       |                  |                  |   |                |                  |                  |                  |                  |  |                |            |            |            |            |       | 1 |            |       |
|  |                       | Chelsea               | 4                |                  |   |                |                  |                  |                  |                  |  |                |            |            |            |            |       |   |            |       |
|  | København             | Chelsea               | 4                | 1                | 0 | 1              |                  |                  |                  |                  |  |                |            |            |            |            |       |   |            |       |
|  | København             |                       |                  | 1                | 0 | 1              |                  |                  |                  |                  |  |                |            |            |            |            |       |   |            |       |
|  | Chelsea               | 2                     | 1                | 3                |   |                |                  |                  |                  |                  |  |                |            |            |            |            |       |   |            |       |
|  | Chelsea               | 2                     | 1                | 3                |   | Chelsea        | 3                | 1                | 4                |                  |  |                |            |            |            |            |       |   |            |       |
|  |                       |                       |                  |                  |   | Chelsea        | 3                | 1                | 4                |                  |  |                |            |            |            |            |       |   |            |       |
|  |                       | Légia Varsóvia        | 0                | 2                | 2 |                |                  |                  |                  |                  |  |                |            |            |            |            |       |   |            |       |
|  | Molde                 | Légia Varsóvia        | 0                | 2                | 2 | 3              | 0                | 3                |                  |                  |  |                |            |            |            |            |       |   |            |       |
|  | Molde                 |                       |                  |                  |   | 3              | 0                | 3                |                  |                  |  |                |            |            |            |            |       |   |            |       |
|  | Légia Varsóvia        | 2                     | 2                | 4                |   |                |                  |                  |                  |                  |  |                |            |            |            |            |       |   |            |       |
|  | Légia Varsóvia        | 2                     | 2                | 4                |   |                |                  |                  |                  |                  |  | Djurgårdens IF | 1          | 0          | 1          |            |       |   |            |       |
|  |                       |                       |                  |                  |   |                |                  |                  |                  |                  |  | Djurgårdens IF | 1          | 0          | 1          |            |       |   |            |       |
|  |                       | Chelsea               | 4                | 1                | 5 |                |                  |                  |                  |                  |  |                |            |            |            |            |       |   |            |       |
|  | Pafos                 | Chelsea               | 4                | 1                | 5 | 1              | 0                | 1                |                  |                  |  |                |            |            |            |            |       |   |            |       |
|  | Pafos                 |                       |                  |                  |   | 1              | 0                | 1                |                  |                  |  |                |            |            |            |            |       |   |            |       |
|  | Djurgårdens IF        | 0                     | 3                | 3                |   |                |                  |                  |                  |                  |  |                |            |            |            |            |       |   |            |       |
|  | Djurgårdens IF        | 0                     | 3                | 3                |   | Djurgårdens IF | 0                | 4                | 4                |                  |  |                |            |            |            |            |       |   |            |       |
|  |                       |                       |                  |                  |   | Djurgårdens IF | 0                | 4                | 4                |                  |  |                |            |            |            |            |       |   |            |       |
|  |                       | Rapid Viena           | 1                | 1                | 2 |                |                  |                  |                  |                  |  |                |            |            |            |            |       |   |            |       |
|  | Borac Banja Luka      | Rapid Viena           | 1                | 1                | 2 | 1              | 1                | 2                |                  |                  |  |                |            |            |            |            |       |   |            |       |
|  | Borac Banja Luka      |                       |                  |                  |   | 1              | 1                | 2                |                  |                  |  |                |            |            |            |            |       |   |            |       |
|  | Rapid Viena           | 1                     | 2                | 3                |   |                |                  |                  |                  |                  |  |                |            |            |            |            |       |   |            |       |

### Play-offs
O sorteio dos play-offs foi realizado em 20 de dezembro de 2024, 13:00 CET. As partidas de ida foram disputadas no dia 13 de fevereiro, e as de volta no dia 20 de fevereiro de 2025.
Equipe 1 possui o mando de campo no primeiro jogo e em negrito as equipes classificadas.
| Equipe 1           | Total           | Equipe 2              | Ida   | Volta       |
| ------------------ | --------------- | --------------------- | ----- | ----------- |
| Gent               | 1 – 3           | Betis                 | 0 - 3 | 1 - 0       |
| TSC                | 2 – 6           | Jagiellonia Bialystok | 1 - 3 | 1 - 3       |
| Celje              | 4 – 2           | APOEL                 | 2 - 2 | 2 - 0       |
| Víkingur Reykjavík | 2 – 3           | Panathinaikos         | 2 - 1 | 0 - 2       |
| København          | 4 – 3           | Heidenheim            | 1 - 2 | 3 - 1 (pro) |
| Molde              | 1 – 1 (5 – 4 p) | Shamrock Rovers       | 0 - 1 | 1 - 0 (pro) |
| Omonia             | 2 – 3           | Pafos                 | 1 - 1 | 1 - 2       |
| Borac Banja Luka   | 1 – 0           | Olimpija Ljubljana    | 1 - 0 | 0 - 0       |